# Newland (Worcestershire)
Pour les articles homonymes, voir Newland.
Newland est une paroisse civile et un village du Worcestershire, en Angleterre.